# Eléonor Sana
Eléonor Sana (Woluwe, 1º luglio 1997) è una sciatrice alpina belga ipovedente, vincitrice di una medaglia di bronzo alle Paralimpiadi di Pyeongchang nel 2018, dove è stata la portabandiera del Belgio, e di due medaglie ai Campionati mondiali di sci alpino paralimpico nel 2017.

## Biografia
È nata con retinoblastoma bilaterale, un cancro della retina degli occhi. La sorella Chloe Sana è la sua guida vedente.

## Carriera
Ha vinto una medaglia di bronzo nella discesa libera femminile per non vedenti durante le Paralimpiadi invernali del 2018, la sua prima medaglia dopo aver gareggiato in quello che è stato in assoluto il suo primo evento dei Giochi paralimpici. Sana è stata la portabandiera del Belgio alle Paralimpiadi invernali 2018 durante la cerimonia di apertura. Durante le gare, Sana ha fatto coppia con la sorella, Chloe Sana, che ha sciato come sua guida vedente.

## Palmarès

### Paralimpiadi
- 1 medaglia:
  - 1 bronzo (discesa libera a Pyeongchang 2018)

### Campionati mondiali
- 2 medaglie:
  - 1 argento (supergigante ipovedenti a Tarvisio 2017)
  - 1 bronzo (discesa libera ipovedenti in piedi a Tarvisio 2017)